# Euphoria Tour
A Euphoria Tour é a sétima turnê do artista espanhol Enrique Iglesias, e teve como base o álbum Euphoria. Começando em janeiro de 2011, passando pela América do Norte, Europa, Ásia e Austrália, a turnê terá terminio em julho de 2012. Ficou classificada na trigésima oitava turnê que mais lucrou em 2011 por mais de 20 milhões de dólares. A revista Billboard classificou-la na vigésima terceira posição da lista anual "Top 25 Tours" por ter arrecadado mais de 30 milhões de dólares em 38 shows. A digressão fez com que Inglesia vencesse a categoria "Artista de Turnê do Ano" na premiação Billboard Latin Music Awards.

## Precedentes
Iglesias revelou a turnê em uma entrevista ao canal televisivo ESPN, durante a Copa do Mundo 2010. O cantor já havia embarcado em sua turnê promocional para divulgar o álbum e se apresentou em diversos festivais musicais dos Estados Unidos, dentre eles; os festivais de programas radiofônicos da KIIS-FM. A turnê foi anunciado oficialmente através do site de Iglesias, mostrando apenas algumas datas na França e na Inglaterra. A datas na América do Norte foram anunciadas logo em seguida, com a turnê que se inicia em San Juan, Porto Rico em 29 de janeiro de 2011. Enquanto dava início a turnê, Iglesias foi convidado para ser juiz do programa americano The X Factor, no entanto, era incapaz de mudar sua agenda de shows para acomodar o cargo.

## Atos de abertura
| - Jay Sean (Los Angeles, Nova Iorque) (Fevereiro de 2011) - Mohombi (Windsor, Montreal) - Lemar (United Kingdom & Ireland—Leg 1) - Jim Bakkum (Netherlands) - Shy'm (France) - Stan Van Samang (Bélgica) - Anna Abreu (Finlândia) | - Sofia Nizharadze (Georgia) - Eldrine (Georgia) - Pitbull (Australia) (América do Norte—Leg 2) - Havana Brown (Australia) - Prince Royce (América do Norte—Leg 2) - Nayer (América do Norte-Leg 2) - Fanny Lu (Mexicali, B.C., México) |

## Datas da turnê
| Data                       | Cidade                  | País           | Local                                             |
| -------------------------- | ----------------------- | -------------- | ------------------------------------------------- |
| América do Norte           |                         |                |                                                   |
| 29 de janeiro de 2011      | San Juan                | Porto Rico     | Coliseo José Miguel Agrelot                       |
| 3 de fevereiro de 2011     | Ledyard                 | Estados Unidos | MGM Grand Theater at Foxwoods                     |
| 5 de fevereiro de 2011     | Nova Iorque             | Estados Unidos | Madison Square Garden                             |
| 10 de fevereiro de 2011    | Hollywood               | Estados Unidos | Hard Rock Live                                    |
| 12 de fevereiro de 2011    | Atlantic City           | Estados Unidos | Borgata Event Center                              |
| 16 de fevereiro de 2011    | Windsor                 | Canadá         | The Colosseum at Caesars Windsor                  |
| 17 de fevereiro de 2011    | Montreal                | Canadá         | Bell Centre                                       |
| 19 de fevereiro de 2011    | Los Angeles             | Estados Unidos | Gibson Amphitheatre                               |
| 23 de fevereiro de 2011    | Monterrey               | México         | Auditorio Banamex                                 |
| 25 de fevereiro de 2011    | Zapopan                 | México         | Auditorio Telmex                                  |
| 26 de fevereiro de 2011    | Zapopan                 | México         | Auditorio Telmex                                  |
| 28 de fevereiro de 2011    | Cidade do México        | México         | Auditorio Nacional                                |
| 1 de março de 2011         | Cidade do México        | México         | Auditorio Nacional                                |
| 2 de março de 2011         | Cidade do México        | México         | Auditorio Nacional                                |
| Europa                     |                         |                |                                                   |
| 18 de março de 2011        | Dublin                  | Irlanda        | The O2                                            |
| 19 de março de 2011        | Belfast                 | Reino Unido    | Odyssey Arena                                     |
| 21 de março de 2011        | Newcastle               | Reino Unido    | Metro Radio Arena                                 |
| 24 de março de 2011        | Manchester              | Reino Unido    | Manchester Evening News Arena                     |
| 25 de março de 2011        | Londres                 | Reino Unido    | The O2 Arena                                      |
| 26 de março de 2011        | Birmingham              | Reino Unido    | LG Arena                                          |
| 28 de março de 2011        | Roterdã                 | Países Baixos  | Ahoy Rotterdam                                    |
| 31 de março de 2011        | Nice                    | França         | Palais Nikaia                                     |
| 2 de abril de 2011         | Paris                   | França         | Zénith de Paris                                   |
| 3 de abril de 2011         | Hasselt                 | Bélgica        | Ethias Arena                                      |
| 6 de abril de 2011         | Turku                   | Finlândia      | HK Arena                                          |
| 7 de abril de 2011         | Helsinki                | Finlândia      | Hartwall Areena                                   |
| 11 de abril de 2011        | São Petersburgo         | Rússia         | Ice Palace                                        |
| 13 de abril de 2011        | Moscou                  | Rússia         | Olimpiyskiy                                       |
| Ásia                       |                         |                |                                                   |
| 1 de junho de 2011         | Tel Aviv                | Israel         | Nokia Arena                                       |
| Europa                     |                         |                |                                                   |
| 6 de junho de 2011         | Esch-sur-Alzette        | Luxemburgo     | Rockhal                                           |
| 8 de junho de 2011         | Nottingham              | Reino Unido    | Capital FM Arena                                  |
| 10 de junho de 2011        | Cardiff                 | Reino Unido    | Motorpoint Arena                                  |
| 11 de junho de 2011        | Glasgow                 | Reino Unido    | Scottish Exhibition and Conference Centre         |
| 12 de junho de 2011        | Londres                 | Reino Unido    | Estádio de Wembley[A]                             |
| América Latina             |                         |                |                                                   |
| 23 de junho de 2011        | Cidade da Guatemala     | Guatemala      | Forum Mundo E                                     |
| 25 de junho de 2011        | Cidade do Panamá        | Panamá         | Figali Convention Center                          |
| 28 de junho de 2011        | Guaiaquil               | Equador        | Explanada del Centro de Convenciones de Guayaquil |
| 30 de junho de 2011        | Quito                   | Equador        | Estádio Olímpico Atahualpa                        |
| 2 de julho de 2011         | La Paz                  | Bolívia        | Estádio Hernando Siles                            |
| 5 de julho de 2011         | Santa Cruz de la Sierra | Bolívia        | Estádio Ramón Tahuichi Aguilera                   |
| 7 de julho de 2011         | Caracas                 | Venezuela      | Terraza del CCCT                                  |
| 9 de julho de 2011         | Tegucigalpa             | Honduras       | Coliseo Nacional de Ingenieros                    |
| Oceania                    |                         |                |                                                   |
| 23 de julho de 2011        | Sydney                  | Austrália      | Acer Arena                                        |
| 25 de julho de 2011        | Brisbane                | Austrália      | Brisbane Entertainment Centre                     |
| 27 de julho de 2011        | Melbourne               | Austrália      | Rod Laver Arena                                   |
| 28 de julho de 2011        | Melbourne               | Austrália      | Rod Laver Arena                                   |
| Europa                     |                         |                |                                                   |
| 2 de agosto de 2011[B]     | Batumi                  | Geórgia        | Europe Square                                     |
| América do Norte e Central |                         |                |                                                   |
| 22 de setembro de 2011     | Boston                  | Estados Unidos | TD Garden                                         |
| 23 de setembro de 2011     | Atlantic City           | Estados Unidos | Etess Arena                                       |
| 24 de setembro de 2011     | Newark                  | Estados Unidos | Prudential Center                                 |
| 27 de setembro de 2011     | Fairfax                 | Estados Unidos | Patriot Center                                    |
| 29 de setembro de 2011     | Toronto                 | Canadá         | Air Canada Centre                                 |
| 30 de setembro de 2011     | Auburn Hills            | Estados Unidos | The Palace of Auburn Hills                        |
| 1 de outubro de 2011       | Rosemont                | Estados Unidos | Allstate Arena                                    |
| 3 de outubro de 2011       | Kansas City             | Estados Unidos | Sprint Center                                     |
| 6 de outubro de 2011       | Los Angeles             | Estados Unidos | Staples Center                                    |
| 7 de outubro de 2011       | San José                | Estados Unidos | HP Pavilion at San Jose                           |
| 8 de outubro de 2011       | Summerlin               | Estados Unidos | Red Rock Amphitheatre                             |
| 12 de outubro de 2011      | Houston                 | Estados Unidos | Toyota Center                                     |
| 13 de outubro de 2011      | San Antonio             | Estados Unidos | AT&T Center                                       |
| 15 de outubro de 2011      | El Paso                 | Estados Unidos | Don Haskins Center                                |
| 16 de outubro de 2011      | Laredo                  | Estados Unidos | Laredo Energy Arena                               |
| 18 de outubro de 2011      | Grand Prairie           | Estados Unidos | Verizon Theatre at Grand Prairie                  |
| 20 de outubro de 2011      | Duluth                  | Estados Unidos | Arena at Gwinnett Center                          |
| 21 de outubro de 2011      | Orlando                 | Estados Unidos | Amway Center                                      |
| 22 de outubro de 2011      | Miami                   | Estados Unidos | AmericanAirlines Arena                            |
| 4 de novembro de 2011      | Nova Iorque             | Estados Unidos | Madison Square Garden                             |
| 22 de fevereiro de 2012[C] | Veracruz                | México         | Macroplaza del Malecón                            |
| 6 de março de 2012[D]      | Houston                 | Estados Unidos | Reliant Stadium                                   |
| 10 de março de 2012        | Cancún                  | México         | Moon Palace Resort Grounds                        |
| 17 de março de 2012        | Cidade da Guatemala     | Guatemala      | Estadio Cementos Progreso                         |
| 28 de março de 2012        | Zapopan                 | México         | Auditorio Telmex                                  |
| 29 de março de 2012        | Cidade do México        | México         | Palacio de los Deportes                           |
| 19 de abril de 2012        | Mérida                  | México         | Centro de Espectáculos Jardín Carta Clara         |
| 20 de abril de 2012        | Puebla                  | México         | Estadio de Béisbol Hermanos Serdán                |
| 26 de abril de 2012        | Querétaro               | México         | Estadio Corregidora                               |
| 27 de abril de 2012        | Mexicali                | México         | Estadio Casas GEO                                 |
| Europa                     |                         |                |                                                   |
| 4 de maio de 2012          | Madrid                  | Espanha        | Palacio de Deportes                               |
| América do Norte           |                         |                |                                                   |
| 11 de maio de 2012         | Aguascalientes          | México         | Plaza de Toros Monumental                         |
| 18 de maio de 2012[F]      | Rosemont                | Estados Unidos | Allstate Arena                                    |
| 19 de maio de 2012[G]      | Mansfield               | Estados Unidos | Comcast Center                                    |
| 20 de maio de 2012[H]      | Holmdel                 | Estados Unidos | PNC Bank Arts Center                              |
| 22 de maio de 2012[I]      | Filadélfia              | Estados Unidos | Wells Fargo Center                                |
| 30 de junho de 2012[J]     | Miami                   | Estados Unidos | The Fontainebleau Miami Beach                     |
| Europa                     |                         |                |                                                   |
| 6 de julho de 2012[K]      | Monte Carlo             | Mónaco         | Salle des Etoiles                                 |
| 7 de julho de 2012[K]      | Monte Carlo             | Mónaco         | Salle des Etoiles                                 |

Festivais e outras performances
A "Capital FM's Summertime Ball"
B MTV Live Georgia"
C "Carnaval de Veracruz""
D "Houston Livestock Show and Rodeo"
E "Tigo Music Fest"
F "WKSC-FM's "Fantabuloso"
G "Kiss 108's Kiss Concert"
H "KTUphoria"
I "Q102's Springle Ball"
J "WHYI-FM's Ultimate Pool Party"
K "Monte-Carlo Sporting Summer Festival"